# Gabriel Galleguillos
Gabriel Galleguillos Silva (Melipilla, 19 de noviembre de 1944) es un exfutbolista chileno que jugaba como extremo derecho.

## Trayectoria
Oriundo de Melipilla, inició su carrera profesional en Coquimbo Unido, jugando 5 partidos durante la temporada 1965 en la Primera División. Luego, jugó para Ferrobádminton, donde participó en 16 partidos en la Primera División de 1966, para luego unirse a Lota Schwager, donde estuvo desde 1969 a 1971. Como miembro del equipo de La Lamparita, formó parte del plantel que logró el campeonato de Segunda División 1969, el primer ascenso del equipo a la máxima categoría.
Luego de un exitosos paso por Deportes Concepción, durante el segundo semestre de 1973 firma por U. D. Salamanca  de la Segunda División de España. Tras cuatro temporadas, paso a formar parte de las filas del C. D. Castellón, en donde jugó una temporada, retirándose en 1979.

## Selección nacional
Fue internacional con la Selección de Chile. Jugó un partido amistoso ante Haití, siendo convocado por el entrenador Luis Álamos. Disputado el 14 de abril de 1973, el partido terminó en un empate a un gol.

#### Partidos internacionales
| Partidos internacionales | Partidos internacionales | Partidos internacionales                     | Partidos internacionales | Partidos internacionales | Partidos internacionales | Partidos internacionales | Partidos internacionales | Partidos internacionales | Partidos internacionales |
| N.º                      | Fecha                    | Estadio                                      | Local                    | Resultado                | Visitante                | Goles                    | Asistencias              | DT                       | Competición              |
| ------------------------ | ------------------------ | -------------------------------------------- | ------------------------ | ------------------------ | ------------------------ | ------------------------ | ------------------------ | ------------------------ | ------------------------ |
| 1                        | 14 de abril de 1973      | Estadio Sylvio Cator, Puerto Príncipe, Haití | Haití                    | 1-1                      | Chile                    |                          |                          | Luis Álamos              | Amistoso                 |
| Total                    | Presencias               | 1                                            | Goles                    | 0                        |                          |                          |                          |                          |                          |

| Selección chilena | Selección chilena | Selección chilena |
| Año               | Partidos          | Goles             |
| ----------------- | ----------------- | ----------------- |
| 1973              | 1                 | 0                 |
| Total             | 1                 | 0                 |

## Clubes
| Club                | País   | Año       |
| ------------------- | ------ | --------- |
| Coquimbo Unido      | Chile  | 1965      |
| Ferrobádminton      | Chile  | 1966-1968 |
| Lota Schwager       | Chile  | 1969-1971 |
| Deportes Concepción | Chile  | 1972-1973 |
| U. D. Salamanca     | España | 1973-1977 |
| C. D. Castellón     | España | 1977-1978 |

## Palmarés

### Campeonatos nacionales
| Título    | Club          | País  | Año  |
| --------- | ------------- | ----- | ---- |
| Primera B | Lota Schwager | Chile | 1969 |